# فلاديمير هينزل
فلاديمير هينزل (بالإنجليزية: Vladimir Haensel) هو مخترِع أمريكي، ولد في 1 سبتمبر 1914 في فرايبورغ في ألمانيا، وتوفي في 15 ديسمبر 2002.